# 신숭겸 장군 유적
신숭겸 장군 유적(申崇謙 將軍 遺蹟)은 대구광역시 동구 지묘동에 위치하고 있는 고려의 개국공신인 신숭겸을 기리는 유적이다. 1982년 3월 4일 대구광역시기념물 제1호로 지정되었다. 총 면적은 45,180m2이며 주요 시설로는 순절단, 충절비, 표충재 등이 있다.

## 개요
고려의 개국공신인 신숭겸을 기리는 유적이다.
신숭겸(?∼927)은 평산 신씨의 시조로서, 918년 배현경, 홍유, 복지겸 등과 함께 궁예를 몰아내고 왕건을 추대하여, 고려의 건국에 이바지한 인물이다. 고려 태조 10년(927) 대구 공산에서 후백제 견훤의 군대와 싸우다가 태조가 적군에게 포위되어 위급해지자, 태조의 옷을 입고 변장하여 맞서다가 전사하였다.
태조 왕건은 그의 죽음을 애통히 여겨 그의 시신을 거두어 광해주(지금의 춘천)에 묻고 순절단, 지묘사, 미리사를 세워 명복을 빌었다.
조선 선조 40년(1607)에 경상도관찰사 유영순이 지묘사의 자리에 표충사를 지어 신숭겸을 모셨으며, 후에 이 서원에 사액을 내려 관리하였다. 고종 8년(1871)에 서원철폐령으로 표충사가 없어지자, 후손들이 표충재를 새로 지어 지금까지 내려오고 있다. 매년 이를 기리기 위해 '공산전투 추모 헌다례'가 열리고 있으며, 공산전투에 참가하여 전장에서 목숨을 잃은 신숭겸 장군을 비롯한 여덟 장군들, 그리고 무명 병사들의 영혼을 위로하고 기리고 있다.

## 장절공
신숭겸장군을 '장절공(壯節公)'으로 부르기도 한다. 이는 그의 호이기도 하면서 태조 왕건이 신숭겸 장군의 죽음을 슬퍼하며 내린 시호이다. 장절(壯節)'은 '절의가 굳세다.', 즉 '마음이 아주 곧고 꿋꿋하며 의리가 있다'는 뜻이며, '공(公)'은 신숭겸 장군을 높여 부르는 말이다. 

## 표충재와 충절비
표충재는 뒤로 높다랗게 사당을 업고, 순절단이 내려다보이는 왕산 중턱에 위치하고 있다. 건물의 이름이 써져 있는 중심 건물과 동재, 서재로 구분된다. 1871년(고종 8) 이전까지는 표충서원으로 불려 유림에서 지켜오다가 훼철된 뒤로는 순절단을 단소로 후손들이 향사를 받들었다. 이후 1888년(고종 25)에 표충재가 되었다. 현판은 충익공 신정희가 담당했고, 왼쪽 문을 열고 들어가면 신숭겸 장군의 높은 절개를 추모하여 건립된 강당인 '상절당'이 있다. 
충절비는 표충재 동편 석축 위에 위치한다. 이는 1607년(선조40)에 외손 유영순이 경상도 관찰사로 있던 시절 장절공 사우를 지을 때 같이 세웠다. 1781년 비각이 허물어지고 비가 넘어진 것을 관민이 힘을 모아 비각과 함께 다시 고쳐 세웠다. 현재 있는 비각은 1979년 대구시에서 고쳤다.

## 현지 안내문
고려의 개국공신인 신숭겸을 기리는 유적이다.
신숭겸(?∼927)은 평산 신씨의 시조로서, 918년 배현경, 홍유, 복지겸 등과 함께 궁예를 몰아내고 왕건을 추대하여, 고려의 건국에 이바지한 인물이다.  공은 그 뒤 대장군이 되어 927년(고려 태조 10)에 신라를 침공한 후백제 견훤의 군사를 물리치기 위해 왕건과 함께 출전하였다. 왕건이 이 곳 공산싸움에서 후백제군에 포위되어 위기에 빠지자 자신이 왕건을 가장하여 맞서다가 전사하였으며, 왕건은 그틈을 이용하여 홀로 탈출하였다고 한다.
왕건은 장군의 죽음을 애통히 여겨 그의 시신을 거두어 지금의 춘천인 광해주에서 예를 갖추어 장례를 치렀다. 그리고 신숭겸이 순절한 이곳에 순절단과 지묘사(미리사)를 세워 그의 명복을 빌게 하고, 토지를 내려 이 곳을 지키게 하였다.
1607년(선조 40년)에 없어진 지묘사 자리에 경상도 관찰사 유영순이 서원인 충렬사를 세워 장군을 모셨으며, 1672년(현종 13년)에 표충사는 사액서원이 되었다. 1871년(고종 8년)에 서원철폐령으로 표충사가 없어진 뒤에 후손들이 재사를 지어 이곳을 지켜오던 중 1993년에 표충사를 복원하였다.

## 같이 보기
- 신숭겸

## 참고 자료
- 신숭겸 장군 유적 - 국가유산청 국가유산포털